# Lockheed Martin Missiles and Fire Control
Lockheed Martin Missiles and Fire Control Company (MFC) är ett amerikanskt tillverkningsföretag som verkar inom försvars- och rymdfartsindustrin. De utvecklar och tillverkar främst robotvapen och vapensystem. Företaget är ett dotterbolag till försvarsjätten Lockheed Martin Corporation.

## Historik
MFC grundades den 31 december 2012 när Lockheed Martin delade upp dotterbolaget Lockheed Martin Electronic Systems till att vara två nya dotterbolag, ena MFC och den andra Lockheed Martin Mission Systems and Training (idag Lockheed Martin Rotary and Mission Systems).

## Produkter
Ett urval av produkter som tillverkas/har tillverkats av Lockheed Martin Missiles and Fire Control.

### Obemannade markfordon
- Multifunctional Utility/Logistics and Equipment (Mule)

### Robotvapen
- AGM-114 Hellfire
- AGM-158 JASSM
- AGM-169 Joint Common Missile
- AGM-183 ARRW (hypersonisk)
- FGM-148 Javelin (själva robotarna)
- Long Range Land Attack Projectile
- MGM-140 ATACMS
- MIM-104F (PAC-3) (själva robotarna)
- Miniature Hit-to-Kill Missile

### Vapensystem
- M142 HIMARS
- M270 MLRS
- Medium Extended Air Defense System
- Terminal High Altitude Area Defense (THAAD)

### Övrigt
- Sniper Advanced Targeting Pod

### Galleri

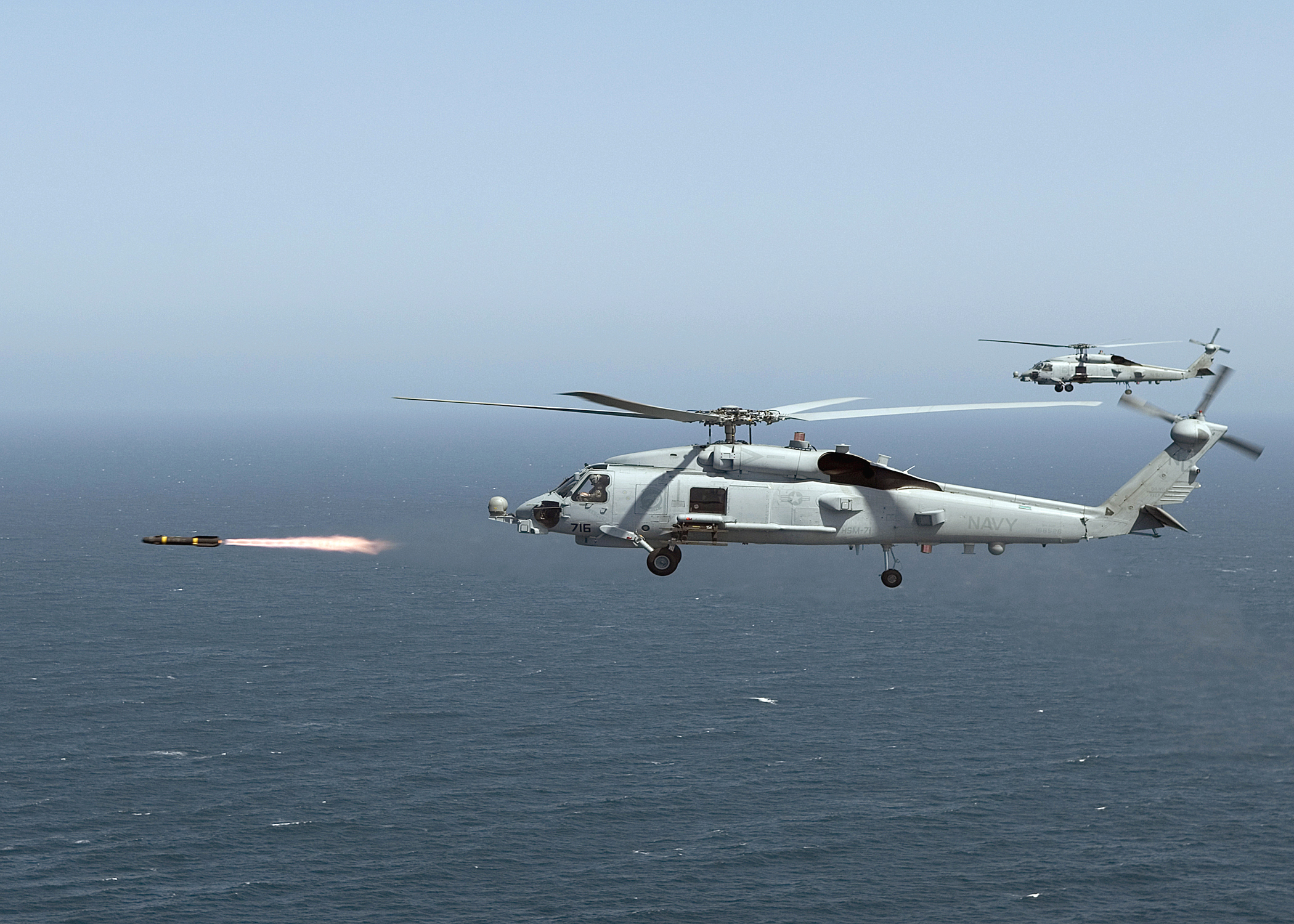
En Sikorsky MH-60R Seahawk avfyrar en AGM-114 Hellfire.
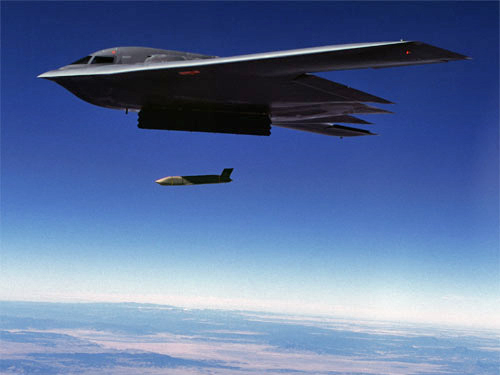
En Northrop Grumman B-2 Spirit släpper en AGM-158 JASSM.
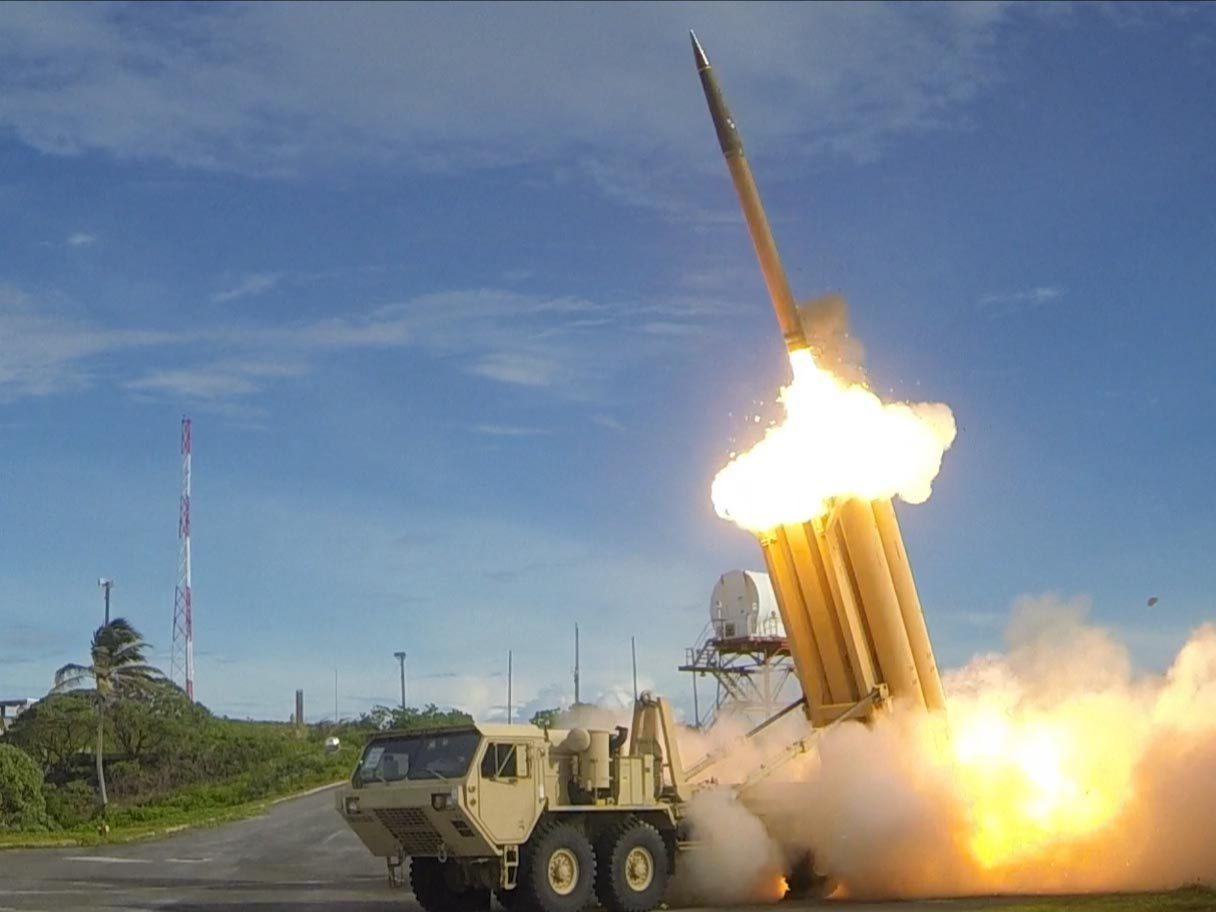
Terminal High Altitude Area Defense.
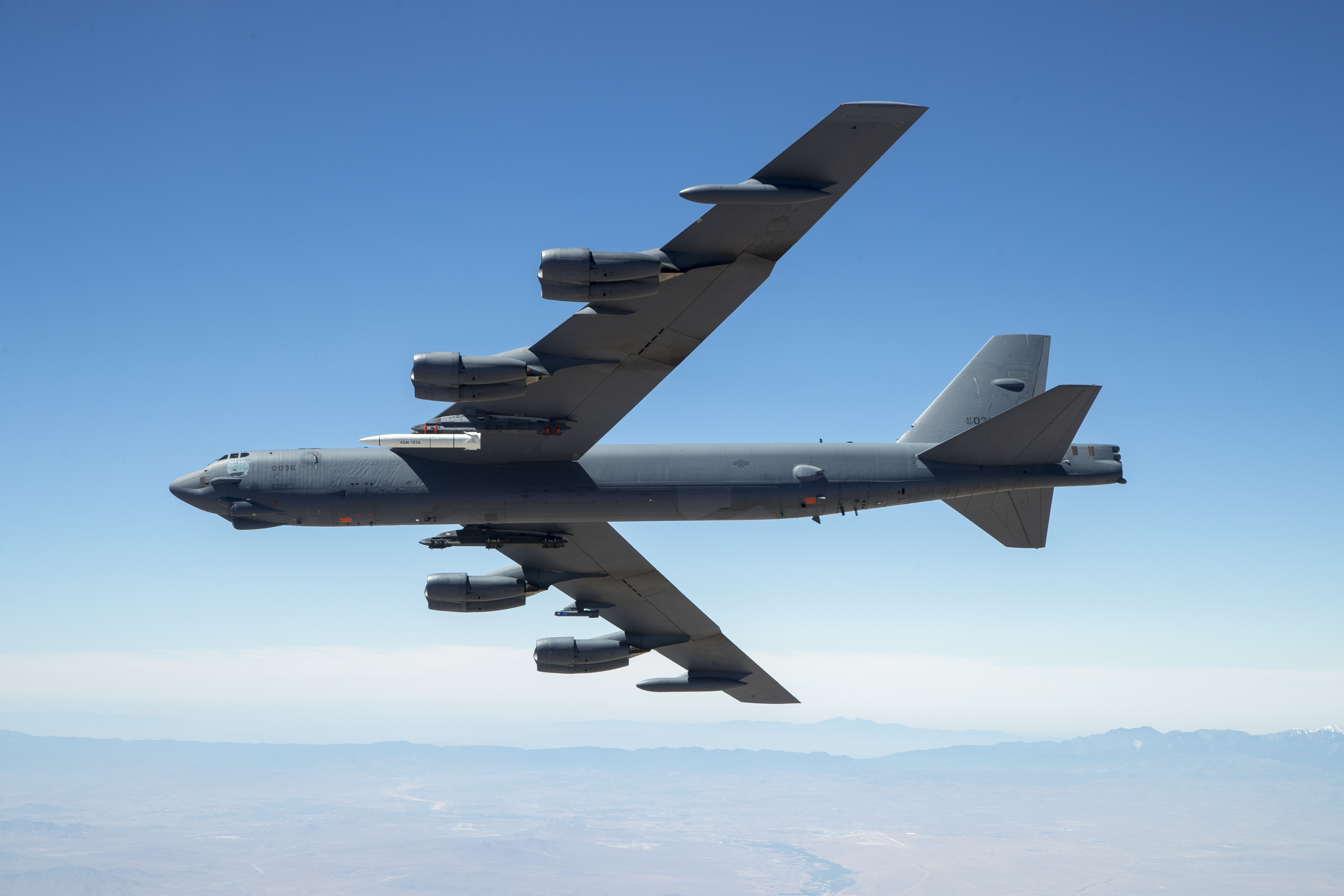
En Boeing B-52 Stratofortress bär på en vitfärgad AGM-183 ARRW.
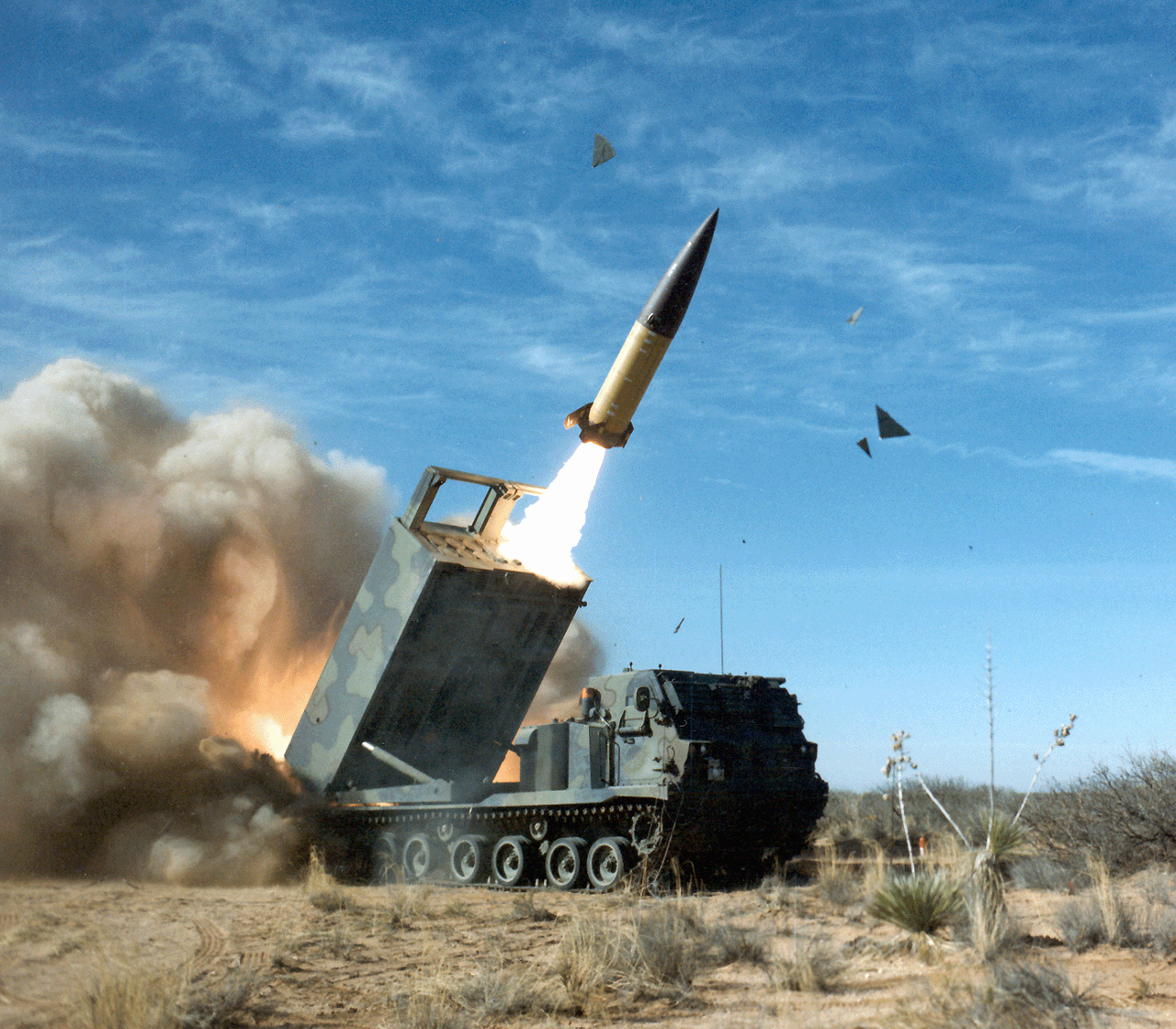
En MGM-140 ATACMS avfyras från en M270 MLRS.
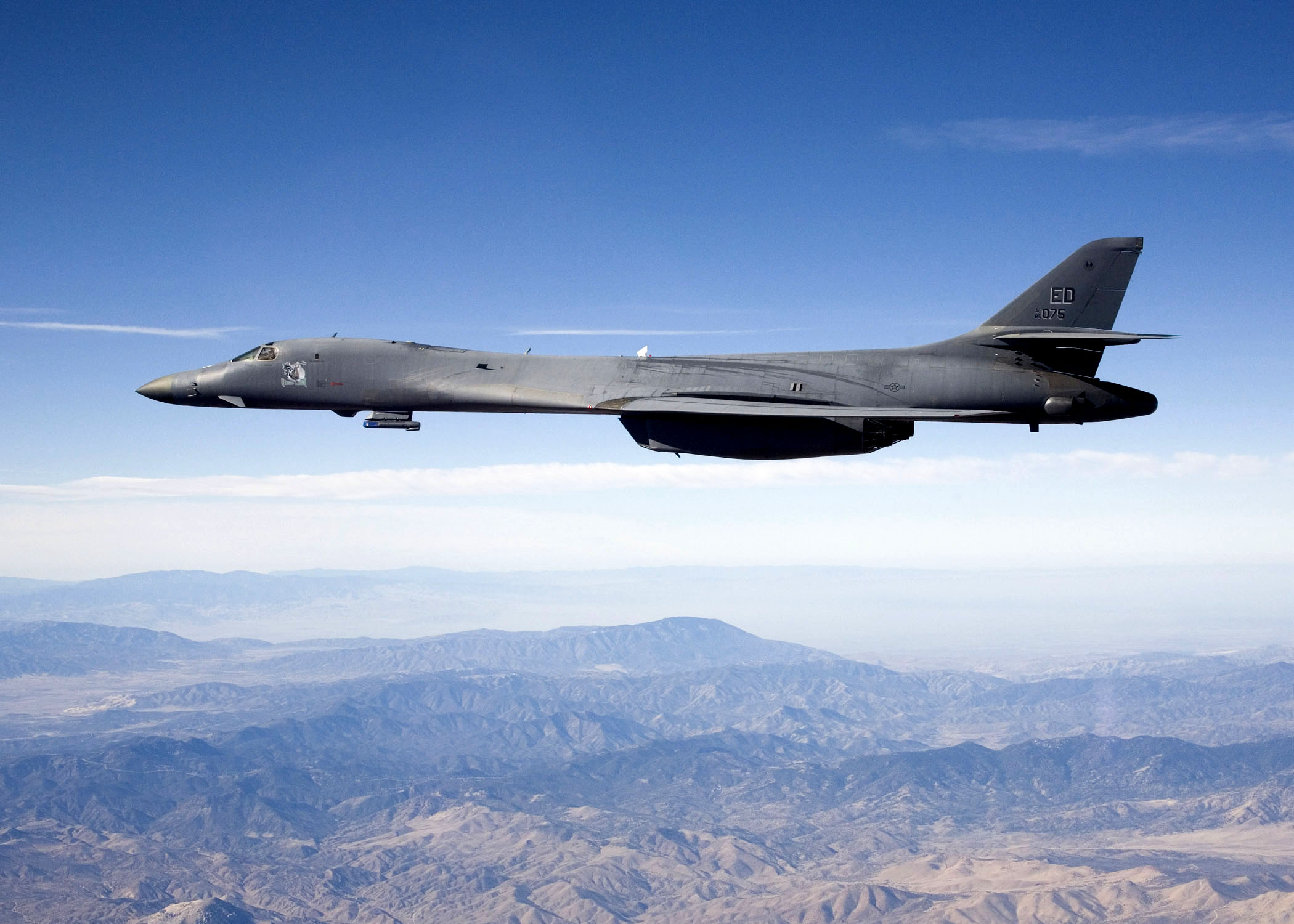
En Rockwell B-1B Lancer har en Sniper Advanced Targeting Pod på undersidan, bakom förarkabinen.

## Närvaro
Mission and Fire Control har verksamheter på följande platser:
| - Ampthill, England, Storbritannien - Archbald, Pennsylvania - Camden, Arkansas - Chelmsford, Massachusetts - Dallas, Texas - Fort Bragg, North Carolina - Fort Walton Beach, Florida - Lexington, Kentucky | - Littleton, Colorado - Lufkin, Texas - Ocala, Florida - Orlando, Florida - Santa Barbara, Kalifornien - Troy, Alabama - White Sands Missile Range, New Mexico |